# Ooievaar Pockets
Ooievaar Pockets is een boekenreeks, opgezet in de zomer van 1954 door uitgeverij Bert Bakker/Daamen in Den Haag. De reeks was bedoeld als een experiment met vier deeltjes, de pocketuitgaven van de bekende boeken van  Commissaris Voordewind (De commissaris vertelt en De commissaris vertelt verder) de reactie daarop van Willem van Iependaal (De commissaris kan me nog meer vertellen) en Kamer 13. Hallo, hier de zedenpolitie! van Klaas Groen. 
De proef slaagde, en tot en met 1972 werd de reeks voortgezet met 199 pockets over onderwerpen van diverse aard, waarbij literaire bloemlezingen en gedichtenbundels de hoofdmoot vormen. Bijna alle eerste drukken verschenen met de kleurige omslagen van Herman Berserik, in totaal 123 stuks. Paul Rodenko schreef 12 titels en Marten Treffer komt 6 maal in de auteurslijst voor. De prijs van de pockets was oorspronkelijk fl. 1.45 maar werd later fl. 1.50.
Een aantal titels werd opnieuw uitgebracht onder een nieuw nummer. Door het gebruik van één tot drie nummers per uitgegeven pocket liep de nummering op tot 267; voorts bleven een aantal nummers ongebruikt. In de titelopgave wordt dat vermeld. 
De catalogi waarin reclame werd gemaakt voor nieuwe toevoegingen van de reeks heetten onder meer Klepperconcert van de Ooievaars.
Buiten de oorspronkelijke reeks verscheen in 1963 een Zwarte Ooievaar no. 1: Leven en werken in Nederland 1813-1963, een uitgave van Bert Bakker/Daamen N.V. Den Haag en A.W. Bruna & Zoon, Utrecht (een kruising van een Ooievaar en een Zwart Beertje!). In 1972 verscheen voor de verandering bij Bert Bakker Witte Ooievaar no. 1: Het energieboekje van Roel van Duyn. Voor zover bekend verschenen in beide gevallen maar één uitgave in de genoemde reeksen.
Nadat in 1972 de laatste Ooievaar van onderstaande serie verscheen, werd in april 1991 een nieuwe reeks Ooievaars op stapel gezet. De serie begon met no. 266 (sic) tot en met 305, daarna werd de serie ongenummerd voortgezet.

## Titellijst
- 1. H. Voordewind: De Commissaris vertelt
- 2. H. Voordewind: De Commissaris vertelt verder:
- 3. W. van Iependaal: De Commissaris kan me nog meer vertellen
- 4. K. Groen: Kamer 13
- 5. Theun de Vries: De Friese Postkoets dl. 1
- 6. Theun de Vries: De Friese Postkoets dl. 2
- 7. K. Groen: Misdaad in de Hoofdstad
- 8. Paul Rodenko: Nieuwe griffels, schone leien
- 9. H. Voordewind: De Commissaris vertelt door
- 10. H. Voordewind: De Commissaris vertelt over donker Amsterdam
- 11. G. Achterberg: Voorbij de laatste stad (zie ook 240/241)
- 12. R. Blijstra: De stem in de woestijn
- 13. H.C. Andersen: De vliegende koffer en 17 andere sprookjes
- 14. Theun de Vries: Het eiland van de zwarte godin
- 15. W. van Iependaal: Bef, boef, bajes
- 16. A. Roland Holst: In ballingschap (zie ook 168/169)
- 17. Paul van Ostaijen: Music Hall (zie ook 197/198)
- 18. Multatuli: Barbertje moet hangen (zie ook 238/239)
- 19. Paul Rodenko: Huwelijksnacht in duplo
- 20. Paul Rodenko: Trouw nooit met een heks
- 21. A. Marja: Voor de bijl
- 22. Woe Sjang: De weergaloze bruid
- 23. L. Lutz: Open doekjes
- 24. Heinrich Heine: Ich weiss nicht was soll es bedeuten
- 25. Kaj Munk: Het woord bij de daad
- 26. Herman Gorter: Mei een gedicht
- 27. A. Marja: Over de kling
- 28. Mr. A. Straat: Praatschaak I
- 29. Mr. A. Straat: Praatschaak II
- 30. Podium Redactie: Losse planken
- 31. Paul Rodenko: Tussen de regels
- 32. A. Mout: Het theater van Houtkamp
- 33. H. Voordewind: Peter Kürten, vrouwenmoordenaar
- 33. H. Voordewind: (nieuwe titel): Een lustmoordenaar en andere verhalen
- 34. K. Groen: de groene deur
- 35. H. Bos: Muziekwijzer dl. I
- 36. H. Bos: Muziekwijzer dl. II
- 37. Cd. Busken Huet: Vernuft ontzondigt
- 38. Paul Rodenko: Met twee maten (zie ook 251/252)
- 39. S. Vestdijk: Door de bril van het heden
- 40. Charles de Coster: Tijl Uilenspiegel I
- 41. Charles de Coster: Tijl Uilenspiegel II
- 42. Nicolaas Beets: Hildebrands voorbereiding
- 43. W. Jos de Gruyter: Schouwend oog
- 44. Herman Gorter: De dag gaat open als een gouden roos
- 45. Jac. v.d. Ster: Burgers en buitenlui
- 46. Constantijn Huygens: 500 sneldichten
- 47. M. Nijhoff: Lees maar, er staat niet wat er staat
- 48. Werumeus Buning: Langs 's Heren wegen
- 49. Heinrich Heine: Ich bin das Schwert, ich bin die Flamme
- 50. S. Dresden/S. Vestdijk: Marionettenspel met de dood
- 51. Annie Salomons: Herinneringen uit den ouden tijd
- 52/53. D.H. Couvée: De Meidagen van '40
- 54. Rose Franken: Claudia
- 55. Rose Franken: Claudia en David
- 56. Marga Minco: Het bittere kruid
- 57. J. Hulsker: Van jaar tot jaar, van boek tot boek
- 58. R. Fruin e.a.: Allerliefste van Hugo de Groot
- 59. J. Hulsker: Wie was Rembrandt
- 60. Sybren Polet (inl.): De stenen bloedzuiger
- 61. Sybren Polet (inl.): De vuurballons
- 62. A.G.H. Bachrach: Naar het hem leek...
- 63. Paul Rodenko: Gedoemde dichters
- 64. J. van Schaik Willing: Na afloop
- 65. Annie Salomons: Heilige stenen
- 66. H.A. Enno van Gelder: Michelangelo
- 67. Paul van Ostayen: De bende van de stronk (zie ook: 204/205)
- 68. J. Greshoff: Uitnodiging tot ergernis
- 69. Paul Rodenko: De maagdenspiegel
- 70. W.Gs. Hellinga: Het hart op de tong in 90 brieven
- 71. H. Bos: Muziekwijzer deel V (later volgen III en IV)
- 72. J. Hulsker: Wie was Vincent van Gogh
- 73. Wim Kan: Corry en ik
- 74. M. Vermeulen: De muziek, dat wonder
- 75. W. Gs. Hellinga (inl.): Reinaert de Vos
- 76. W.J. Simons: Goden, priesters en koningen I
- 77. W.J. Simons: Goden, priesters en koningen II
- 78. J.C. Bloem: Doorschenen wolkenranden
- 79. J.C. Bloem: Persoonlijke voorkeur
- 80. H. Dommisse: Helaas ! Voor altijd zwijgt de cither
- 81. Joost (E. Werkman): Joost mag het zeggen
- 82. Paul Rodenko: De gestolen minnaar
- 83. H. Voordewind: De Commissaris besluit
- 84. H.W.J.M. Keuls: Vlucht en bezinning
- 85/86. D.H. Couvée: Leve de Willemien
- 87/88. H.R. Trevor Roper: De laatste dagen van Hitler
- 89. S. Lagerlöf: Dagboek van de 14-jarige Selma Lagerlöf
- 90. Lucebert: Triangel
- 91. Theo Olof: Daar sta je dan...
- 92/92. S. Vestdijk: De Poolse ruiter
- 94. R.E. Pool/P. Breman: Ik zag hoe zwart ik was
- 95. D. Verspoor: Spaanse lyriek van lief en leed
- 96. W. Shakespeare: De sonnetten
- 97. A. Marja: Tussen de gemaskerden
- 98. J.W. Herfst: Dagopeningen
- 99/100. Homerus: Odyssee
- 101. K. Groen: De kamer met de zeven ramen
- 102. Paul Rodenko: Schandaal in Damascus
- 103. P.C. Boutens: Mijn hart wou nergens tieren
- 104. C.J. Bleeker: Wat gelooft de mensheid ?
- 105. W.J. Simons: Noodlot en vroomheid I
- 106. W.J. Simons: Noodlot en vroomheid II
- 107. Jacab-Marisstichting: Keuze Haagse beeldende kunstenaars
- 108. S. Vestdijk: Mnemosyne in de bergen
- 109. Euripides: Herakles
- 110. Chr. Leeflang: Een ster weer de weg
- 111. W.H. Nagel: Criminaal A.B.C.
- 112. J. Broedelet: Je neemt jezelf overal mee
- 113. H.Th. De Booy: Strandrovers, jutters en redders
- 114. J. Fremery Kalff: Met gesloten deuren
- 115. Annie Salomons: Herinneringen uit den ouden tijd II
- 116. Plato: Gorgias en Sokrates
- 117/118. L. Couperus: Vreugde om Dionysos
- 119. R. Gijsen/H. Sleutelaar: Met andere woorden
- 120. H. Bos: Muziekwijzer III
- 121. H. Bos: Muziekwijzer IV
- 122/123. Chr. Marlowe: De warachtighe historie van Dr. Faustus
- 124/125. Rits Kruisink: Montmartre, van tempel tot tingel tangel
- 126. Paul Rodenko: Helse vertelsels I
- 127. A. Roland Holst: Een winter aan zee
- 128/129. A. Zoller: Twaalf jaar bij Hitler
- 130. Chr. Leeflang: De dichter en de dood
- 131/132. Annie Salomons: Herinneringen aan den ouden tijd I & II
- 133. Annie Salomons: Toen en nu
- 134. Henk Henkemans: Daar zit je dan...
- 135/136. Rits Kruisink: Zuiderzee
- 137/138. A. Viruly: De zee en de overkant
- 139/140. D.H. Couvée e.a.: Vrouwen vooruit !
- 141. Marga Minco: De andere kant
- 142. M. Nijhoff: Het heilige hout
- 143/144. Jan Campert: Wier
- 145. Henri C. van Praag: Dat hoor je dan...
- 146. C. v.d. Wetering: Morgen dans ik beter
- 147/148. E. & Ph. Kronhausen: Wat is pornografie
- 149. Jan Derksen: Met banddikte
- 150/151. R. de Jong: De Spaanse burgeroorlog
- 152. Sophokles: Koning Oidipous
- 153. Jan Campert: Die in het donker …
- 154. Jan Campert: Wie weet slaag ik in de dood
- 155. Paul Rodenko: Helse vertelsels II
- 156. A.D. De Gooyer: Bijbeltaal en moedertaal
- 157. E. Spoorenberg: Daar lig je dan...
- 158. A. Verwey: Een op onsterflijkheid gerichte wil
- 159. J. Engelman: Twee maal Apollo
- 160. H. van Eyk: Gabriël
- 161. H. van Eyk: Van huis tot huis
- 162. Annie Salomons: Nog meer herinneringen uit den ouden tijd
- 163. Theun de Vries: Eros in hinderlaag
- 164. J. den Haan: Staart uit het raam
- 165. E. Hoornik: De dubbelganger
- 166. E. Hoornik: Over en weer
- 167. Aschylus: De Perzen
- 168/169. A. Roland Holst: In ballingschap (zie ook: 16)
- 170. M. de Vreede: Oorlog en liefde
- 171. Piet Calis: Daling van temperatuur
- 172. F. Hermans: Angola in opstand
- 173/174. Kaj Munk: Naast de bijbel
- 175. Paul Rodenko: Helse vertelsels III
- 176. F.J. Tolsma: Homoseksualiteit en homo-erotiek
- 177. H. Voordewind: De nieuwe Voordewind
- 178. J. Baratz: Dorp aan de Jordaan
- 179/180. Kaj Munk: In Gods waagschaal
- 181/182. Piet Cali: Gesprekken met dichters
- 183. Marten Treffer: Moord in de Helmersstraat
- 184. Marten Treffer: Moord op de Zeedijk
- 185/186. Bert Evenhuis: Het naakte bestaan
- 187/188. niet uitgegeven
- 189/190. Dante: La vita nova
- 191/192. Martinus Nijhoff: Lees maar, er staat niet wat er staat (zie ook: 47)
- 193/194. R.E. Pool: Ik ben de nieuwe neger
- 195/196. niet uitgegeven
- 197/198. Paul van Ostayen: Music Hall (zie ook: 17)
- 199. Marten Treffer: Moord in de Spuistraat
- 200/201. Koosje Koster e.a.: De kogel door de kerk
- 202/203. niet uitgegeven
- 204/205. Paul van Ostayen: De bende van de stronk (zie ook: 67)
- 206. Marten Treffer: Moord op de walletjes
- 207/208. H. Tiemeyer: Spelen met je leven !
- 209/210. S. Voogd: Sjout
- 211/212. R. Wenseleers: Adam en Eva in de stad
- 213. Marten Treffer: Moord is taboe
- 214/215/216. Willem Kloos: Willem Kloos 1858-1938
- 217/218. Paul van Ostayen: De trust van vaderlands liefde
- 219/220. Th. Cornips: Rozijnen met amandelen
- 221/222/223. B. Bakker/W. Gijsen: Lessen in lezen I
- 224/225. N.A. Schuman: De kogel geketst door 15 gereformeerden
- 226/227/228. L. Basserman: Betaalde liefde
- 229/230. B. Bakker/W. Gijsen: Lessen in lezen II
- 231/232/233. niet uitgegeven
- 234. I. Dikkers: Mijn man vertelt mij nooit wat
- 235. Marten Treffer: Striptease en moord
- 236/237. H. de Bij: In plaats van applaus
- 238/239. Multatuli: Barbertje moet hangen (zie ook: 18)
- 240/241. G. Achterberg: Voorbij de laatste stad (zie ook: 11)
- 242/243/244. Annie Salomons: Herinneringen aan schrijvers die ik gekend heb
- 245/246. niet uitgegeven
- 247/248. Lucebert: Poëzie is kinderspel
- 249/250. niet uitgegeven
- 251/252. Paul Rodenko: Met twee maten (zie ook: 38)
- 253/254. M. Nijhoff: Een stoet dwergen zag ik langs mij heen gaan
- 255. Paul Rodenko: De opblaasvrouwtjes
- 256/257. W.Gs. Hellinga (inl.): Reinaert de Vos (zie ook: 75)
- 258/259/260. Homerus: Odyssee (zie ook: 99/100)
- 261/262/263. Homerus: Ilias
- 264/265/266. C. Buddingh: Is deze ook goed meneer ?
- 267. niet uitgegeven